# Aron Bonn
Aron Bonn (auch Aaron Bonn; † 17. August 1623) war Vorsteher der Jüdischen Gemeinde und ein angesehener deutscher Geschäftsmann in Frankfurt am Main, der sowohl mit dem Rat der Stadt als auch mit christlichen Bankiers, so Johan von Bodeck, zusammenarbeitete. Er war ein Enkel Jakob Bonns und dessen Ehefrau Sprinz.
„Nicht nur innerhalb der jüdischen Gemeinde hatte Aaron Bonn eine herausgehobene und allgemein anerkannt hohe Position. Wie aus dem Ratsbeschluss vom 28. Januar 1591, der Aaron einen eigenen Schüssel zu einem der Tore der Judengasse zugestand, erkennbar wird, hielt die Stadt Aaron Bonn nicht nur für einen wichtigen Geschäftsmann, sondern auch für schützenswert. Denn des Öfteren habe Aaron, nachdem er erst spät von seinen Handelsgeschäften mit Bürgern der Stadt zur Judengasse habe zurückkehren können, lange am Tor klopfen und warten müssen. Dies hätten „böse Buben“ mehrfach dazu genutzt, ihn zu belästigen, was nicht zu dulden sei.“
Er ließ um 1565 das Haus Fröhlicher Mann in der Judengasse bauen.
Einer von Bonns Nachfahren, Isaak Herz Bonn, wurde 1768 in einem wechselrechtlichen Schadensersatzprozess gegen Alexander Jakob Rindskopf von Goethes Vater Johann Caspar Goethe juristisch vertreten.
Seine späteren Nachfahren führten im 19. Jahrhundert das Bankhaus Baruch Bonn.